# Le Bodéo
Le Bodéo település Franciaországban, Côtes-d’Armor megyében. Lakosainak száma 178 fő (2022. január 1.). Le Bodéo Allineuc, La Harmoye, Lanfains, Merléac, Saint-Martin-des-Prés és Plœuc-L'Hermitage községekkel határos.

## Népesség
A település népességének változása:
| Lakosok száma | 357  | 236  | 201  | 186  | 168  | 162  | 162  | 160  | 162  | 178  |
|               | 1968 | 1982 | 1990 | 2006 | 2013 | 2015 | 2017 | 2019 | 2020 | 2022 |